# Luigi Campovecchio
Luigi Campovecchio (Mantua, ca. 1740 - Nápoles ca. 1804) fue un arquitecto y pintor italiano.

## Biografía
Luigi Campovecchio estudió en la Academia de Mantua bajo la guía de Giovanni Bottani. Paolo Pozzo, que en 1772 enseñaba en la Academia de Mantua, lo cita en 1791 entre sus más brillantes alumnos. Un documento de enero de 1791 lo describe como muy bien dotado para el dibujo y da la primera información sobre su actividad a Roma en la escuela de arquitectura. El único testimonio directo de su actividad lo constituye el proyecto « Pubblico Ridotto », fechado en 1792 y conservado en la Reale Accademia de Parma.
Ciertas fuentes atestiguan que Luigi Campovecchio habría ejercido primero en Mantua, luego en Roma, para pasar después a Nápoles como pintor de estudio y de paisajes, pero estas informaciones pueden ser erróneas, porque Luigi fue confundido a menudo con su hermano Giovanni, pintor igualmente del llamado vedutismo.
Pietro Ronzoni fue uno de sus alumnos.

## Obras
Pintura
- Paesaggio, ambito romano (1790 - 1799), óleo sobre papel, 57,5 × 44,5 , Villa Della Llevó Bozzolo, Casalzuigno, on-line Archivado el 18 de abril de 2021 en Wayback Machine.

En arquitectura
- Proyecto de la nueva iglesia San Pedro, Villa Santo Stefano